# Jean Kunckel
Jean Kunckel de son vrai nom Johann von Löwenstern Kunckel (vers 1620-1638, Wittenberg – 20 mars 1703, Bernau bei Berlin) est un chimiste allemand, technicien du vitrail.

## Biographie
Jean Kunckel est un chimiste. Il fait plusieurs découvertes, notamment, il isole le phosphore en 1674, même si cet élément chimique a déjà été découvert en 1669 par son compatriote l'allemand Hennig Brandt. 
En 1679, il publie un traité L'Ars vitraria experimentalis. À côté des œuvres d’Agricola (De re mettalica, 1556), de Besson (Théâtre des instruments mécaniques, 1578) ou de Jousse (Théâtre de l’art du charpentier, 1627), le traité de Jean Kunckel montre que la technique, bien avant le XVIIIe siècle, était déjà souvent en de nombreux domaines comprise et synthétisée.
Charles XI lui a donné la charge de « conseiller des mines ».

## Œuvres
- Expériences sur les sels fixes et volatils (1676, Hambourg), traduit en latin par Ramsay (1678, Londres)
- Observations chimiques (1677), également traduit en latin par Ramsay (1678)
- L'Art de faire le verre (1679), traduit en français par le baron d'Holbach (1752)
- Une lettre sur le Phosphore (1678) où il expose sa découverte.
- L'Ars vitraria experimentalis (1679).